# Künövşə
Künövşə è un comune dell'Azerbaigian situato nel distretto di Siyəzən. 